# Kapelle Bessin
Die Kapelle zum Heiligen Kreuz in Bessin, einem Ortsteil der Gemeinde Rambin auf Rügen, ist ein gotischer achtseitiger Backsteinbau.

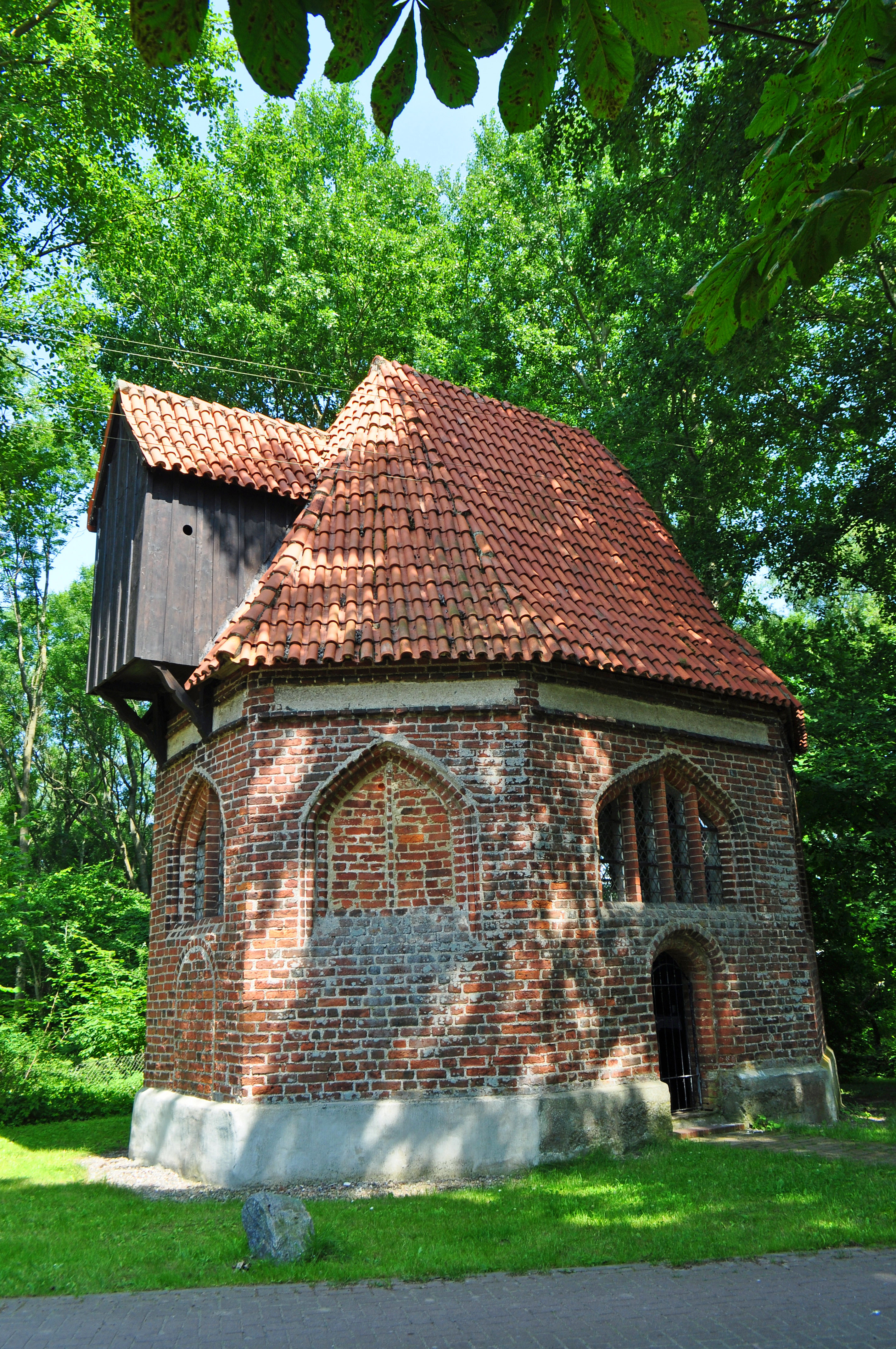
Die Kapelle in Bessin (2013)

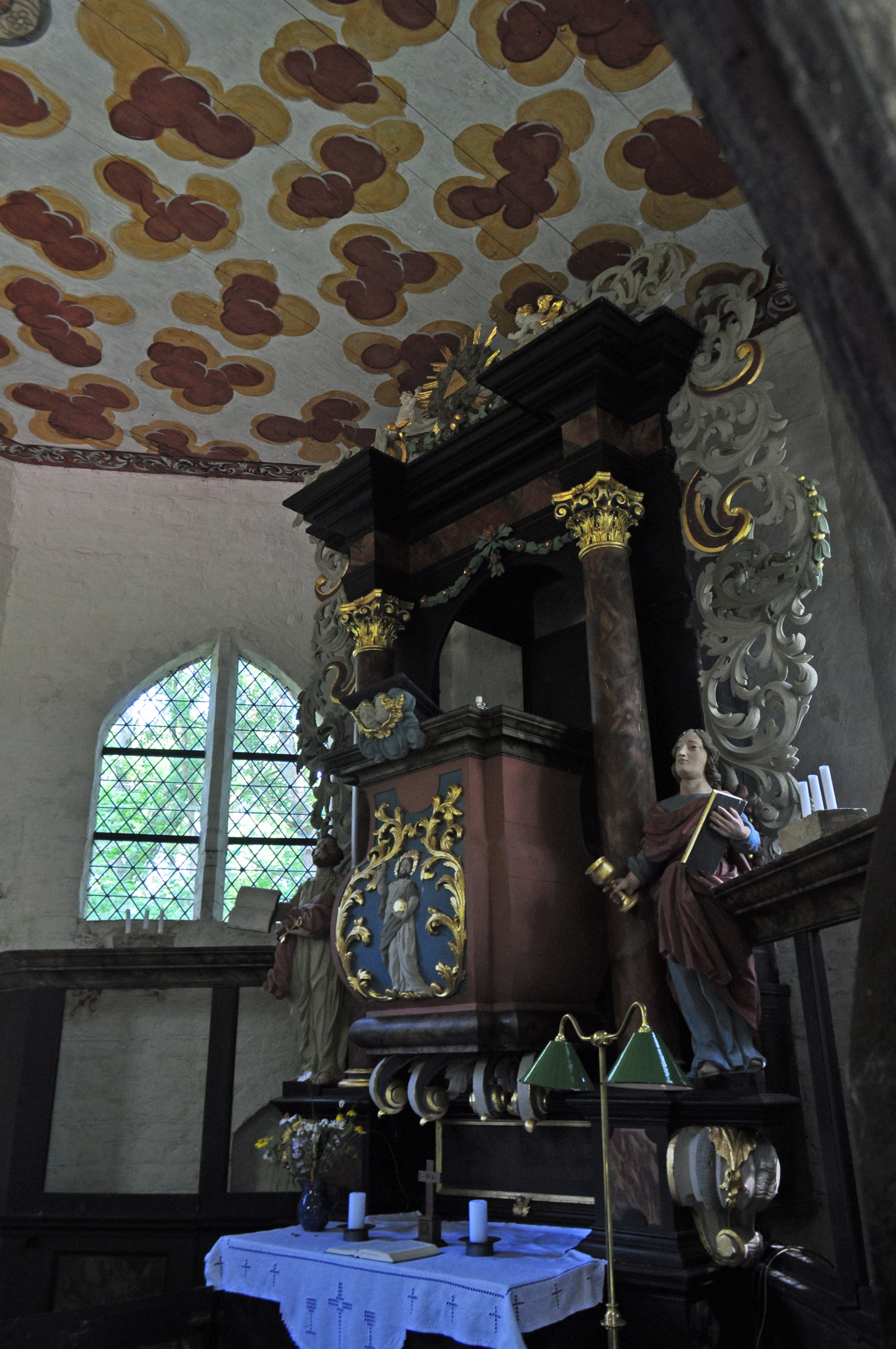
Kanzelaltar der Kapelle in Bessin (2013)

## Beschreibung
Die Kirche wurde 1482 von Matthias Darne, einem Stralsunder Bürgermeister, gestiftet.
Sie steht auf einem Kalksandsteinsockel und hat eine Dacheindeckung mit Mönch und Nonne-Ziegeln, die durch ein Deutsches Band von den Grundmauern getrennt ist.
Äußerlich sieht die Kapelle noch so aus wie bei ihrer Errichtung. Im Inneren befindet sich eine flache Bretterdecke, die mit mittelalterlichen Malereien versehen ist. Mehrere Weihekreuze schmücken die Wände. Zur Kirchenausstattung gehört ein barocker Kanzelaltar aus dem Jahr 1742/43, Kastengestühl aus dem 18. Jahrhundert und ein Weihwasserbecken aus dem Mittelalter.
Die Gemeinde Rambin ist für die äußere Hülle zuständig, während ein Förderverein die Erhaltung und Restaurierung des Innenraumes einschließlich der Einrichtungsgegenstände organisiert und finanziert.

## Chronologie
- 1482: Stiftung der kleinen achteckigen Kapelle „Zum heiligen Kreuz“ durch den Stralsunder Bürgermeister Matthias Darne
- 17. Jahrhundert: Anbau des Glockenerkers mit einer aus dem 15. Jahrhundert stammenden Glocke.
- 18. Jahrhundert: Ausstattung der Kapelle mit Kastengestühl und zwei Patronatsstühlen; Erweiterung des Kanzelaltars nach vorn in Holz
- 1926/27: Grundlegende Instandsetzung, Erneuerung der Figurenattribute, der Blattgehänge und der Aufsatzbemalung
- 1982: Säuberung und Sicherung des Dachbodens durch Bessiner Bürger
- 1983/85: Restaurierung der Deckenmalerei und Sanierung des Glockenstuhls
- 1995/96: Arbeiten an der Dachdeckung – Reparaturen am Dachstuhl
- Februar 1998: Gründung des Fördervereins „Kapelle zum Heiligen Kreuz Bessin“, um durch Spenden die Kapelle schrittweise zu restaurieren und zu erhalten. Weiterhin soll eine kirchliche, aber auch gemeinnützige Nutzung sichergestellt werden.

## Gemeinde
Die evangelische Kirchgemeinde gehört seit 2012 zur Propstei Stralsund im Pommerschen Evangelischen Kirchenkreis der Evangelisch-Lutherischen Kirche in Norddeutschland. Vorher gehörte sie zum Kirchenkreis Stralsund der Pommerschen Evangelischen Kirche.